# Мортідо
Мортидо (англ. Mortido) — термін, що використовується в психоаналізі. Був уведений в 1936 році Паулем Федерном, одним з учнів Зиґмунда Фройда. Термін відноситься до енергії вилучення, дезінтеграції (розпаду) і протистояння життю та розвитку. Надалі дослідженням даної теми займався інший учень Фройда — Ерік Берн. Певною деталізацією ідеї мортідо виступає розмежування потягу до смерті як бажання, орієнтованого на самознищення (мортідо), і гіпотетичного деструктивного інстинкту агресії, орієнтованого на вбивство інших (деструдо). У цьому контексті багато людей змішують поняття мортідо з деструдо або з танатосом, що є більш широким поняттям, що включає в себе і мортидо, і деструдо.
Відповідно до теорії психоаналізу, в основі людської особистості лежать два фундаментальних спонукання: креативне (лібідо) і деструктивне (мортідо). Его-лібідо переживається як приємно знайоме, в той час як мортідо переживається як біль і невідоме, що вселяє страх.
Досі жоден психоаналітик, в тому числі і сам Федерн, не зумів створити модель психічного апарату, в якому співіснували б ці два різноспрямовані інстинкти і два протилежні види психічної енергії. Поняття мортідо і пов'язане з ним — деструдо, так і не закріпилися в широкому дисциплінарному обороті.
У той же час, незважаючи на те, що сучасні біологічні спостереження не підтверджують існування мортідо, цей концепт становить значущий фрагмент численних теорій агресії, котрі тлумачать останню як проєкцію вродженого саморуйнівного потягу людей.